# Georgette Faraboni
Georgette1 Faraboni (estat civil desconegut) va ser una ballarina i actriu francesa dels anys 1910 i 1920.

## Biografia
Pràcticament no sabem res de Georgette Faraboni excepte que també va actuar en espectacles de dansa clàssica i acrobàtica amb Pierino Faraboni, un ballarí de Milà que la premsa de l'època qualificava de Nijinsky italià.
No es coneixen exactament els vincles familiars entre i Pierino Faraboni. El mateix passa amb el ballarí i coreògraf italià Oreste Faraboni (1876-1955) actiu en la mateixa època.
La parella de ballarins va actuar fins al 1925. El 1926, Georgette Faraboni va obrir un restaurant, Le Florida, a Caup d'Alh. Pierino Faraboni continuarà pujant a l'escenari en solitari almenys fins al 1943.

## Filmografia
- 1910 : Le Mauvais Hôte de Louis Feuillade
- 1910 : La Faute d'une autre de Louis Feuillade
- 1910 : Le Journal d'une orpheline de Louis Feuillade
- 1910 : L'Œuvre accomplie de Louis Feuillade
- 1910 : L'Enfant disgracié de Louis Feuillade
- 1915 : Le Blason de Louis Feuillade : l'Américaine
- 1916 : Les Vampires. Ép.8 : Le Maître de la foudre de Louis Feuillade : la danseuse vampire
- 1916 : Les Vampires. Ép.10 : Les Noces sanglantes de Louis Feuillade : la danseuse vampire
- 1916 : Têtes de femmes, femmes de tête de Jacques Feyder : la princesa Orazzi[9]
- 1917 : Aubade à Sylvie, comèdia dramàtica en color de René Le Somptier : Lucy d'Orgniac[10]
- 1918 : Tih Minh, film en 12 episodis de Louis Feuillade : la marquise Dolorès[11]
- 1919 : Notturni d'Ubaldo Pittei